# Houziyan-Talsperre
Die Houziyan-Talsperre ist eine in Bau befindliche Talsperre am Dadu He im Kreis Danba in der chinesischen Provinz Sichuan. Bei Fertigstellung wird der Staudamm 223,5 m hoch sein und ein Reservoir mit einem normalen Speicherraum von ca. 700 Mio. m³ aufstauen. Es wird auch ein Wasserkraftwerk mit 1700 MW Leistung, die sich aus vier Turbinen und Generatoren mit je 425 MW zusammensetzen, geben. Jährlich wird man 7,364 Milliarden kWh Strom erzeugen können.